# Tamanredjo
Tamanredjo – miasto i okręg w północnym Surinamie, w dystrykcie Commewijne. Miasto liczy 6601 mieszkańców.